# Односи Србије и Јерменије
 Односи Србије и Јерменије су инострани односи Републике Србије и Републике Јерменије.

## Билатерални односи
Дипломатски односи са Јерменијом су успостављени 1994. године.
Амбасадори у Атини (Грчка) су амбасадори држава на нерезиденциској основи.
Србија има почасног конзула у Јеревану Бабкена Симоњана, а Јерменија има почасног конзула у Београду Предрага Томића.

### Политички односи
- фебруара 2016. Председница Народне скупштине Маја Гојковић боравила је у званичној посети Јерменији.
- 3. јуна 2015. Министар спољних послова Ивица Дачић посетио је Републику Јерменију.
- 24. априла 2015. Председник Републике Србије Томислав Николић посетио је Републику Јерменију године на комеморацији поводом стогодишњице облележавања геноцида над Јерменима.
- октобра 2014. Председник Томислав Николић боравио је у званичној посети Јеревану.
- 2. октобра 2014. Министар спољних послова Едвард Налбандијан посетио је Републику Србију.
- 9–11. марта 2014. Министар спољних послова Иван Мркић посетио је Републику Јерменију.

### 4–5. април 2011. Председник ЈерменијеСерж Саргсјанје посетио Републику Србију.
- 28–29. јула 2009. Председник Републике Србије Борис Тадић је посетио Републику Јерменију[1]

### Економски односи
- 2020. робна размена је износила 25,9 милиона УСД (извоз Србије 4,3 милиона, а увоз 21,6 милиона)
- 2019. била је 182 милиона УСД (извоз Србије 17 милиона, а увоз 165 милиона)
- Током 2018. остварена је робна размена у вредности од 125,4 мил. долара (извоз Србије 4,4 мил. УСД, а увоз 121.000.000 долара).[2][3]Јерменски Хачкар у Новом Саду, један од 2 које је Јерменија допремила Србији 1993. године као помен на погинуле пилоте и захвалност за примање јерменских избеглица 1739. године

Српска наменска индустрија један је од већих снабдевача јерменске војске. Већином се извози пешадијско наоружање, муниција и ракете.

### Дипломатски представници

#### У Јеревану
- Татјана Панајотовић-Цветковић, отправник послова, 2020— (први дипломатски представник Србије у Јерменији)

### Сусрети Срба и Јермена
Први сусрет Срба и Јермена десио се 1218. када је Св. Сава обилазећи источне хришћанске земље, посјетио и киликијску Јерменију, баш ону гдје се 700 година касније десио велики геноцид над Јерменима. Задивљен јерменским црквеним градитељством и умијећем њихових неимара, он позива јерменске градитеље у Србију. Мајстори су дошли у Србију и саградили манастир Витовницу, поред ријеке Витовнице у близини Петровца на Млави, у источној Србији. О томе свједоче и натписи у камену на српском и јерменском језику. Јерменски стил у градитељству оставио је велики утицај на Моравску школу српског сакралног градитељства, тако да су истраживања показала да су и Студеница и Жича уградиле у себе насљеђе овог далеког, а нама духовно јако блиског народа.
Други сусрет Срба и Јермена био је на Косову пољу 1389. године. Као вазали Османлија, јерменски војни одреди дошли су на Косово. Видјевши у даљини српске цркве, јако сличне њиховим јерменским, схватили су да су обманути и да ће се борити против хришћана (као вазалима било им је обећано да неће имати обавезу да ратују са хришћанима). Тада јерменски одреди прелазе на српску страну и боре се под српском заставом. Преживјели војници остају у Србији и насељавају се на планини Озрен у близини Сокобање. Иначе, Јермени кажу да тај дио Србије највише подсјећа на њихову отаџбину.
Ови ратници са Косова на планини Озрен граде јерменски манастир Св. Архангела – и данас спознат као Јерменчић. У каснијим вијековима јерменски монаси, бјежећи на запад, ту су се заустављали, неки и остајали. И данас је међу тамошњим Србима опстала прича да на пољима око манастира расте кавкаски шафран, чије су сјеме јерменски монаси донијели из отаџбине.
Трећи судбински сусрет десио се у Бечу. Јерменски монашки ред – мехитариста, прешавши из Трста у Беч, добио је дозволу од царице Терезије да оснују штампарију. И она се оснива 1818, а прво што се у њој штампа бил асу дјела Вука Стефановића Караџића за кога је штампарија излила српска ћирилична слова по његовој замисли. Захваљујући јерменским монасима тада су штампани Вуков Рјечник, Збирка србских народних пјесама (Пјесмарица) и Вуков превод Новог завјета. У истој штампарији, 1847, штампан је и први примјерак “Горског вијенца“, под Његошевим надзором.

### Јерменски геноцид
Пошто су и Срби и Јермени углавном хришћани, геноцид је познат међу Србима. Међутим, Влада Србије не признаје геноцид, због зависности од инвестиција из Турске за развој земље и одбила је предлог закона о признању. Док Србија тек треба да призна геноцид над Јерменима, многи чланови Владе Србије одали су почаст жртвама геноцида над Јерменима. Председник Србије Томислав Николић позвао је да се призна геноцид. Признавање геноцида често се говори са осећајем братства, које Срби сматрају Јерменима својом браћом и сестрама у једном сличном циљу.

### Катастрофа на лету хуманости
Седам припадника Команде РВ и ПВО ЈНА – Владимир Ерчић, Предраг Маринковић, Миленко Симић, Милан Мићић, Бориша Мосуровић, Милисав Петровић и Јован Зисов, погинули су када се 12. децембра 1988. године њихов авион срушио приликом хуманитарне мисије, у оквиру које је тадашња СФРЈ послала помоћ Републици Јерменији разореној стравичним земљотресом.
На седмогодишњицу трагедије, 1995. године, на обали реке Камах подигнут је споменик "Сломљено крило"
Споменик је висок 12 метара, а само крило, као део споменика, дугачко је седам метара као симбол изгубљених седам живота.

## Посете
| Посете Јерменији   | Посете Јерменији | Посете Јерменији | Посете Србији  | Посете Србији     | Посете Србији |
| Датум              | Гост             |                  | Датум          | Гост              |               |
| ------------------ | ---------------- | ---------------- | -------------- | ----------------- | ------------- |
| 28–29 јул 2009     | Борис Тадић      |                  | 24 август 2001 | Вартан Осканиан   |               |
| 19 октобар 2010    | Вук Јеремић      |                  | 19 април 2007  | Вартан Осканиан   |               |
| 10–11 март 2014    | Иван Мркић       |                  | 4–5 април 2011 | Серж Саргсјан     |               |
| 11–12 октобар 2014 | Томислав Николић |                  | 2 октобар 2014 | Едуард Налбандјан |               |

## Занимљивости
Његошев „Горски вијенац“ и Вуков „Српски рјечник“ први пут су штампани у јерменској штампарији у Бечу.

## Поређење
|                 | Јерменија                                     | Србија                                        |
| --------------- | --------------------------------------------- | --------------------------------------------- |
| Становништво    | 3.017.400                                     | 9.024.734 (са КиМ), 7.243.007 (без КиМ)       |
| Површина        | 29.743                                        | 88.361 km²                                    |
| Главни град     | Јереван - 1.121.900 (1.475.000 шире подручје) | Београд - 1.182.000 (1.621.396 шире подручје) |
| Облик владавине | Председничка република                        | Парламентарна република                       |
| Званични језик  | Јерменски                                     | Српски                                        |